# Kimiko
Kimiko est un prénom féminin qui peut faire référence à :
- Kimiko (1963-), illustratrice française
- Kimiko Date-Krumm (1970-), joueuse de tennis japonaise
- Kimiko Douglass-Ishizaka (1976-), pianiste et haltérophile germano-japonaise
- Kimiko Glenn (1989-), actrice américaine
- Kimiko Hiroshige (1912-1989), actrice américaine
- Kimiko Yoshida (1963-), artiste contemporaine japonaise
- Kimiko Zakreski (1983-), snowboardeuse canadienne
- Pour l'ensemble des articles sur les personnes portant ce prénom, consulter :
  - la liste des articles dont le titre commence par ce prénom
  - les listes produites par Wikidata : Liste des personnes de prénom « Kimiko » — même liste en incluant les éventuels prénoms composés qui contiennent « Kimiko ».